# Bakam (plaats)
Bakam is een bestuurslaag in het regentschap Bangka van de provincie Bangka-Belitung, Indonesië. Bakam telt 1658 inwoners (volkstelling 2010).